# Villar-Saint-Anselme
Villar-Saint-Anselme település Franciaországban, Aude megyében. Lakosainak száma 117 fő (2022. január 1.). Villar-Saint-Anselme Gardie, Limoux, Pieusse, Saint-Polycarpe és Villebazy községekkel határos.

## Népesség
A település népessége az elmúlt években az alábbi módon változott:
| Lakosok száma | 141  | 117  | 112  | 91   | 98   | 106  | 121  | 124  | 125  | 117  |
|               | 1968 | 1982 | 1990 | 2006 | 2013 | 2015 | 2017 | 2019 | 2020 | 2022 |